# Radulf der Zisterzienser
Radulf (* in Frankreich, 12. Jahrhundert, auch Roudolphe oder Raoul genannt) war ein französischer Zisterziensermönch.

## Leben
Während des zweiten Kreuzzugs (1144–1147) verließ Radulf ohne Erlaubnis seiner Oberen sein Kloster, um ins Rheinland zu ziehen und dort unter Ausnutzung der Kreuzzugsbegeisterung zur Ermordung der Juden als „Feinde der christlichen Religion“ aufzurufen.
Erzbischof Arnold I. von Köln, der den Juden in seiner Residenz Schutz vor der durch Radulf aufgehetzten Bevölkerung bot, sowie der Erzbischof von Mainz Heinrich I. Felix von Harburg riefen in dieser Sache Bernhard von Clairvaux, den Abt von Clairvaux und obersten Zisterzienser, um Hilfe an und erhielten sie auch.
Bernhard reagierte sofort mit Briefen gegen Radulf und reiste selbst ins Rheinland bis Mainz, wo er im September 1146 auf Radulf traf. Radulf wurde zwar durch das Volk unterstützt, Bernhard klagte Radulf jedoch wegen seiner eigenmächtigen Predigten an und verbot die Zwangstaufe und Ermordung der Juden. Auch die Leihe von Geld gegen Zinsen durch die Juden verteidigte er ausdrücklich, da sich sonst die Christen dieser Tätigkeit annehmen würden, was durch das Zweite Laterankonzil von 1139 verboten worden war.
Dabei werden in der Literatur verschiedene Motive für Bernhards Eingreifen angenommen. Auf der einen Seite wird angegeben, dass Bernhard die Zwangstaufe aus dogmatischen Gründen abgelehnt habe und die Juden durch das Zeugnis der Schrift einer besonderen Rolle zuordnete. Andere wiederum nehmen finanzielle Motive an. Die Geldleihe war für die Fürsten und Kirchenfürsten sehr wichtig, weil sie für die Erlaubnis zur Geldleihe und den Schutz der Verleiher besondere Steuern erheben konnten, die später Judenregale genannt wurden. Deshalb seien durch Radulfs eigenmächtige Aufrufe die Finanzen der Fürsten berührt gewesen, was diese dazu brachte, Bernhard zum Handeln zu bewegen.
Obwohl Radulf die Unterstützung der Bevölkerung hatte, konnte Bernhard sich durchsetzen und Radulf kehrte widerstrebend ins Kloster zurück.